# Herbert Gardiner
Pour les articles homonymes, voir Gardiner.
Temple de la renommée : 1958
Herbert Martin Gardiner (né le 8 mai 1891 à Winnipeg ville du Manitoba au Canada — mort le 11 janvier 1972 à Philadelphie, dans l'état de la Pennsylvanie aux États-Unis) est un joueur canadien professionnel de hockey sur glace,.

## Carrière
Gardiner commence sa carrière avec les Victorias de Winnipeg en 1908-1909 puis rejoint les forces armées canadiennes lors de la Première Guerre mondiale. À son retour, il rejoint les rangs des Tigers de Calgary dans la Western Canada Hockey League en 1919 et devient professionnel en 1922. il occupe alors le double poste de joueur-entraîneur pour l'équipe. Il remporte le titre de champion de la ligue professionnelle en 1924.
En 1926-1927, il fait ses débuts dans la LNH sous les couleurs des Canadiens de Montréal de la Ligue nationale de hockey alors qu'il est déjà âgé de 35 ans. Lors de cette première saison, il remporte le trophée Hart du meilleur joueur de la LNH. Au bout de deux ans avec les Canadiens, il rejoint les Black Hawks de Chicago mais ne joue que huit matchs avec l'équipe avant de passer derrière le banc de l'équipe. Au cours des années qui suivent, il est beaucoup plus derrière le banc des équipes avec qui il est sous contrat que sur la glace. En 1931-1932, il met fin à sa carrière de joueur pour se consacrer au travail d'entraîneur. Attaché à la ville de Philadelphie, il entraîne sa dernière équipe dans la Ligue américaine de hockey pour les Rockets de Philadelphie en 1946-1947. Il a été intronisé au temple de la renommée du hockey en 1958.

## Statistiques
| Saison     | Équipe                 | Ligue      |     | Saison régulière | Saison régulière | Saison régulière | Saison régulière | Saison régulière |   | Séries éliminatoires | Séries éliminatoires | Séries éliminatoires | Séries éliminatoires | Séries éliminatoires |
| Saison     | Équipe                 | Ligue      | PJ  | B                | A                | Pts              | Pun              | PJ               | B | A                    | Pts                  | Pun                  |                      |                      |
| 1922-1923  | Tigers de Calgary      | WCHL       | 29  | 9                | 3                | 12               | 9                |                  |   |                      |                      |                      |                      |                      |
| 1923-1924  | Tigers de Calgary      | WCHL       | 22  | 5                | 5                | 10               | 4                |                  |   |                      |                      |                      |                      |                      |
| 1924-1925  | Tigers de Calgary      | WCHL       | 28  | 12               | 8                | 20               | 18               |                  |   |                      |                      |                      |                      |                      |
| 1925-1926  | Tigers de Calgary      | WCHL       | 27  | 3                | 1                | 4                | 10               |                  |   |                      |                      |                      |                      |                      |
| 1926-1927  | Canadiens de Montréal  | LNH        | 44  | 6                | 6                | 12               | 26               | 4                | 0 | 0                    | 0                    | 6                    |                      |                      |
| 1927-1928  | Canadiens de Montréal  | LNH        | 44  | 4                | 3                | 7                | 26               | 2                | 0 | 1                    | 1                    | 4                    |                      |                      |
| 1928-1929  | Black Hawks de Chicago | LNH        | 5   | 0                | 0                | 0                | 0                |                  |   |                      |                      |                      |                      |                      |
| 1928-1929  | Canadiens de Montréal  | LNH        | 8   | 0                | 0                | 0                | 0                | 3                | 0 | 0                    | 0                    | 0                    |                      |                      |
| 1929-1930  | Arrows de Philadelphie | CLAH       | 1   | 0                | 0                | 0                | 0                |                  |   |                      |                      |                      |                      |                      |
| 1931-1932  | Arrows de Philadelphie | CLAH       | 1   | 0                | 0                | 0                | 0                |                  |   |                      |                      |                      |                      |                      |
| Totaux LNH | Totaux LNH             | Totaux LNH | 101 | 10               | 9                | 19               | 52               | 9                | 0 | 1                    | 1                    | 10                   |                      |                      |